# Oukuriella albistyla
Oukuriella albistyla är en tvåvingeart som beskrevs av Epler 1986. Oukuriella albistyla ingår i släktet Oukuriella och familjen fjädermyggor. Inga underarter finns listade i Catalogue of Life.